# Ваґула
Ваґула (ест. Vagula järv) — озеро в Естонії.
Розташоване на 2 км на захід від міста Виру. Максимальна глибина — 11,5 метрів (середня — 5,3 м). Берега низькі, переважно піщани або галькові. Озеро має значний водозбір: з Вагула в Чудське озеро тече найдовша річка Естонії Виганду.
В озері водиться лящ, окунь, йорж, плітка, щука та інші види риби.